# The Misfortunes of Arthur
The Misfortunes of Arthur (celým názvem The Misfortunes of Arthur, Uther Pendragon's son reduced into tragical notes) je hra, kterou napsal anglický dramatik 16. století Thomas Hughes. Zatím nebyla přeložena do českého jazyka. Hra byla napsána v roce 1587 a představena královně Alžbětě I. v Greenwich, 28. února 1588. Děj je založen na legendě o králi Artušovi, konkrétně se soustředí na Mordredovu zradu a smrt krále Artuše tak, jak o nich psal Geoffrey z Monmouthu ve svém díle Historia Regum Britanniae (česky Historie králů Británie).
Thomas Hughes byl členem Gray’s Inn a několik dalších členů této společnosti se též podílelo na psaní a produkci hry. Nicholas Trotte poskytl úvod, Francis Flower epilog prvního a druhého dějství, William Fulbecke dva monology, zatímco Francis Bacon a dva další se postarali o masku. Hra byla silně ovlivněna tragédiemi Seneky mladšího a podle jeho modelu byla též vystavěna. Například postavou, která hru otevírá, je duch vévody Gorloise, který byl sťat Utherem Pendragonem a volá po pomstě. W. J. Cunliffe demonstroval vliv Seneky na Hughese, přičemž tvrdil, že hra se skládá do značné míry z překladu Seneky s příležitostně přidanými vlastními verši.
Hra The Misfortunes of Arthur byla znovu vytištěna v roce 1833, jako součást knihy Old Plays, Volume XIII. (Editor J. Payne Collier).

## Motivy autorů
Kromě použití motivů legendy o králi Artušovi
autoři využili převážně personifikace pro zobrazení tehdejší politické
situace. Osmého února roku 1587 byla popravena sestřenice královny
Alžběty I. - Marie Stuartovna. Jedním z cílů pro autory hry The Misfortunes of Arthur
bylo poskytnout královně oporu a ospravedlnit tento čin, který si
relativně vyčítala. Dalším důvodem pro nastínění právě této situace s
využitím Mordredovy zrady byla blížící se španělská Armada,
jejíž pomocí se Španělé chtěli zmocnit Anglie a ukončit tak vládu
Tudorovců; přičemž autoři hry chtěli poukázat na dosud nevyřešenou
otázku následnictví anglického trůnu.

### Použití Personifikace
Nejvýraznějším
rysem hry je užití personifikace a to hlavně v případě krále Artuše a
jeho syna Mordreda. Akademici se shodují, že repliky těchto postav byly
mnohdy upraveny tak, aby bylo patrné zastoupení královny Alžběty I. a
její sestřenice Marie Stuartovny.

#### Alžběta I. → král Artuš
Tudorovský panovník byl mnohdy označován jako Arturus secundus což napovídá spojení mezi královnou Alžbětou I. a Artušem v The Misfortunes of Arthur. Ernst H. Kantorowicz ve své knize Dvě těla krále
mluví o vzniku této teorie, kdy panovník byl vnímán ve dvojí formě -
měl tělo fyzické, čili své konkrétní žijící tělo; a tělo mystické, které
neumírá a stává se pak součástí dalších vládců.
Artuš je ve hře zobrazen jako panovník, který sice bojuje proti svému
příbuznému, konkrétně synu Mordredovi, a dokonce jej zabije, je však
zarmoucen přestože vše dělal pro záchranu své milované země od tyranské
vlády zrádce.

#### Marie Stuartovna → Mordred
Alžbětina
sestřenice Marie Stuartovna učinila před svou smrtí několik pokusů a
zmocnění se trůnu, založených na svém částečně legitimním nároku. Obě
královny spojoval příbuzenský vztah stejně tak jako Mordreda a Artuše.
Další paralelou mezi Marií Stuartovnou a zlovolným Mordredem je
ovládnutí Anglie. S tím rozdílem, že Mordred ve hře uspěl, ale stejně
jako Marii nechala Alžběta I. popravit, byl Mordred Artušem potrestán
smrtí.